# Ynet

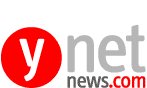
Logo von Ynet

Logo von Ynetnews

Ynet ist ein Nachrichtenportal der israelischen Tageszeitung Jedi’ot Acharonot. Herausgeber ist die Jedi’ot-Gruppe.
Das Portal wurde im Juni 2000 geschaffen und galt im Jahr 2015 als die beliebteste Website Israels. Seit 2004 gibt es mit Ynetnews auch eine englischsprachige Ausgabe.